# Kimochi wa Tsutawaru
Kimochi wa Tsutawaru (気持ちはつたわる) è un singolo della cantante sudcoreana BoA, pubblicato nel 2001 ed estratto dal suo album giapponese Listen to My Heart.

## Tracce
1. 気持ちはつたわる (Kimochi wa Tsutawaru) - 4:27
2. Next Step - 5:10
3. Amazing Kiss (Groove That Soul Mix:English ver.) - 4:40
4. 気持ちはつたわる (Kimochi wa Tsutawaru) (Instrumental) - 4:26
5. Next Step (Instrumental) - 4:58